# Veliki rajh 1964
Veliki rajh 1964 (izvirni naslov Fatherland) je roman alternativne zgodovine, delo Roberta Harrisa, ki je prvič izšlo leta 1992. V slovenščino jo je prevedla Simona Čeh, leta 2005 jo je izdala založba Učila International.
Zgodba govori o letih po drugi svetovni vojni, v kateri je Tretji rajh zmagal in temeljito spremenil podobo (predvsem Vzhodne) Evrope. Nekatere osebe in dogodki, ki so omenjeni v knjigi, so bili resnični, medtem ko so nekateri izmišljeni oz. spremenjeni.
Leta 1994 je bil po knjigi posnet tudi televizijski film Očetnjava (izvirni naslov Fatherland).